# Ścierniwo
Ścierniwo – ziarna materiału ściernego o określonej wielkości. Stosowane jest do wyrobu części roboczych narzędzi ściernych, papierów ściernych oraz past i płynów do obróbki ściernej i polerowania.